# Myrsine salicina
Myrsine salicina är en viveväxtart som beskrevs av Heward. Myrsine salicina ingår i släktet Myrsine och familjen viveväxter. Inga underarter finns listade i Catalogue of Life.